# La Charge des Cosaques
Pour plus de détails, voir Fiche technique et Distribution.
La Charge des Cosaques (titre original : Agi Murad, il diavolo bianco) est un film d'aventure italo-yougoslave réalisé par Riccardo Freda sorti en 1960.

## Synopsis
Vers 1850, dans les montagnes du Caucase, les troupes du tsar Nicolas 1er commandées par le prince Vorontzov livrent des combats sanglants contre Hadji Mourad surnommé « le Diable Blanc ». Ne parvenant pas à soumettre les montagnards caucasiens, le tsar décide de négocier avec les rebelles. Il charge la princesse Vorontzova d'aller porter cet ordre à son mari, le commandant en chef. L’amour que porte Saltanet à Hadji Mourad a éveillé la jalousie et la haine d'Akmet Khan. Celui-ci est un autre chef des tribus en guerre et le principal ennemi de Hadji Mourad, qui jalouse le Diable Blanc tant sur le plan militaire que sentimental.
Avec ses cavaliers, Hadji Mourad s’empare du fort russe de Tabarassan, réputé citadelle imprenable et ramène un grand nombre de prisonniers aux chefs des tribus rassemblés. Le vainqueur a promis la vie sauve aux Russes qui se sont rendus, mais pendant les festivités données en l’honneur du vainqueur, Akmet Khan fait massacrer tous les prisonniers : c’est le début d’une lutte acharnée pour le pouvoir entre les deux chefs cosaques. 
Hadji, à la faveur d'une promenade, tombe aux mains de l'ennemi. Vorontzov offre la liberté à son prisonnier s'il consent à signer un traité d'alliance.

## Fiche technique
- Titre original : Agi Murad Il Diavolo Bianco
- Titre US : The White Warrior
- Titre belge : Les Cosaques attaquent
- Réalisation et montage : Riccardo Freda
- Assistants réalisateur : Mario Bava (non crédité) et Leopoldo Savona
- Scénario de : Gino De Santis et Akos Tolnay d'après la nouvelle Hadji-Mourat de Leon Tolstoi
- Musique de : Roberto Nicolosi
- Directeur de la photographie : Mario Bava en 	Eastmancolor CinemaScope
- Durée : 82 min
- Distribution: Cosmopolis Films et Les Films Marbeuf
- Réalisation de la 2e équipe : Leopoldo Savona et Mario Bava (non crédité)
- Costumes de : Filippo Sanjust
- Maquillage de : Antonio Marini
- Maître d’armes : Enzo Musumeci Greco
- Genre : Action, aventure, drame, historique, guerre
- Pays de production :  Italie /  Yougoslavie
- Production : Majestic films Rome / Lovcen films Belgrade
- Date de sortie :
  - France : 27 avril 1960

## Distribution
- Steve Reeves (V.F : Jean Claudio)  : Hadji Mourad
- Renato Baldini  (V.F : Pierre Leproux)  : Ahmed Khan
- Giorgia Moll  (V.F : Mireille Darc) : Sultanet
- Scilla Gabel  (V.F : Jacqueline Carrel)  : Princesse Voroutzoff
- Gérard Herter  (V.F : André Valmy)  : Prince Voroutzoff
- Milivoje Zivanovic  (V.F :Pierre Morin)  : Tsar Nicholas 1er
- Nikola Popovic (V.F : Roger Treville)  : Chef Shâmil
- Jovan Gec (V.F : Jacques Berlioz)  :Aslan Bey
- Marija Tocinoski (V.F : Joelle Janin)  :Dame de compagnie
- Nicola Stefanini (V.F : Jean Violette)  :Gonzalo
- Milivoj Mavid Popovic (V.F : Fernand Rauzena)   :Eldar
- Pasquale Basile  :Un homme de Hadji

## Critiques
« Avec fougue et panache, Riccardo Freda nous livre un film spectaculaire avec une photo soignée, un sens aigu de l'action, ample et romanesque à souhait. »